# Гексаметилбензол
Гексаметилбензол (C₁₂H₁₈) — органічна хімічна сполука, що належить до класу заміщених аренів. Являє собою безбарвні кристали з характерним ароматичним запахом. Молекула складається з бензольного кільця, до якого приєднані шість метильних груп, що робить її унікальним об'єктом досліджень в органічній хімії.

## Фізичні та хімічні властивості
Гексаметилбензол характеризується чітко визначеними фізичними константами: температура плавлення становить 166,5°C, температура кипіння — 265°C, густина — 0,968 г/см³. Сполука нерозчинна у воді, але добре розчиняється в більшості органічних розчинників. У спектрі ЯМР ¹H спостерігається характерний синглет при δ 2.15 м.д., що відповідає протонам метильних груп, а в спектрі ¯¹³C присутні сигнали при δ 132.5 та 17.8 м.д., які належать відповідно до четвертинних атомів вуглецю бензольного кільця та метильних груп.
Хімічна поведінка гексаметилбензолу значно відрізняється від незаміщеного бензолу через наявність шести метильних груп. Стеричні перешкоди, створювані цими групами, суттєво знижують реакційну здатність ароматичного ядра. Окиснення метильних груп відбувається легше, ніж реакції електрофільного заміщення в ядрі. При дії сильних окисників можливе утворення відповідних бензойних кислот. Галогенування переважно відбувається в бічний ланцюг, а нітрування вимагає жорстких умов і характеризується низьким виходом продуктів.

## Синтез та застосування
Сучасні методи отримання гексаметилбензолу включають як лабораторні, так і промислові способи синтезу. В лабораторних умовах найпоширенішим методом залишається поетапне метилювання бензолу з використанням метилйодиду та каталізаторів Фріделя-Крафтса. Промисловий синтез здійснюється шляхом каталітичного метилювання в газовій фазі з використанням метанолу як метилюючого агента та спеціальних цеолітних каталізаторів.
Практичне значення гексаметилбензолу насамперед пов'язане з його використанням у науково-дослідній роботі. Завдяки своїй симетричній структурі та стабільності, він служить модельною сполукою в дослідженнях ароматичності та стеричних ефектів. У аналітичній хімії гексаметилбензол широко застосовується як стандарт для калібрування спектрометрів ЯМР та мас-спектрометрів. У промисловості сполука знаходить застосування при виробництві спеціальних полімерів та термостійких матеріалів.

## Безпека та екологічні аспекти
З токсикологічної точки зору гексаметилбензол характеризується відносно низькою гострою токсичністю. При роботі з речовиною рекомендується дотримуватися стандартних правил безпеки, включаючи використання витяжної вентиляції та засобів індивідуального захисту. Дослідження показали відсутність канцерогенної активності сполуки, проте тривалий контакт може викликати подразнення слизових оболонок.